# 空-Qu-
『空-Qu-』（くう）
は、キッサコの通算3枚目のオリジナルアルバム。2010年11月25日に『IROHA records』から発売された。

## 解説
新生キッサコの1stアルバムにしてベストアルバムである。しかし、シングルの曲は全て前にリリースした物からリアレンジ、リマスターされている。

## 収録曲
1. ハイム~郷愁~(2010.ver)
(作詞：田中まさや / 作曲：薬師寺寛邦)
インディーズ時代のシングル曲のリメイク版。
2. ココロガワリ(album mix)
(作詞：山本サトシ・薬師寺寛邦 / 作曲：馬淵亮太)
4thシングルのリメイク版。
3. 面影(album ver)
(作詞・作曲：麻生優作)
3rdシングルのリメイク版。
4. 雨女と雨男
(作詞・作曲：麻生優作・薬師寺寛邦)
5. 花街(2010.ver)
(作詞・作曲：薬師寺寛邦)
インディーズ時代のシングル曲のリメイク版。
6. まつりびと
(作詞・作曲：薬師寺寛邦)
新居浜太鼓祭りのタイアップ曲。
7. タンポポワタゲ
(作詞・作曲：薬師寺寛邦)
8. おもひでめぐり(album mix)
(作詞：山本サトシ・薬師寺寛邦 / 作曲：山本サトシ)
1stシングルのリメイク版。
9. 道(album mix)
(作詞・作曲：薬師寺寛邦)
5thシングルのリメイク版。
西本願寺安穏灯火リレーテーマソング。
10. 一期一会(album mix)
(作詞・作曲：薬師寺寛邦)
4thシングルカップリング曲のリメイク版。